# Astralis
Astralis (Team Astralis) – duńska profesjonalna organizacja e-sportowa w grach Counter-Strike 2, League of Legends oraz FIFA założona w styczniu 2016 przez byłych członków amerykańskiej drużyny Team SoloMid. Do pierwszego składu, wtedy jeszcze drużyny znanej jako „Team Question Mark” należeli René „cajunb” Borg, Nicolai „dev1ce” Reedtz, Peter „Dupreeh” Rasmussen, Finn „Karrigan” Andersen, Andreas „Xyp9x” Hølsleth oraz ich trener Danny „zonic” Sørensen. Otrzymali kilka milionów koron duńskich od Sunstone Capital oraz duńskiego przedsiębiorcy Tommy Ahlers. Kiedy jeden z założycieli Rene „cajunb” Borg przeszedł do Team Dignitas 19 maja 2016, drużyna zadecydowała, że powinien on zatrzymać małą część udziałów, ale nie będzie odgrywał roli w codziennej działalności biznesowej. 19 października 2016 ogłoszono, że Astralis sprzedało Finna „karrigan” Andersena do FaZe Clan, a 24 października poinformowano, że Lukas „gla1ve” Rossander dołączył do Astralis za nieujawnioną kwotę. Po Majorze w Bostonie nastąpiły zmiany, z Astralis odszedł Markus „Kjaerbye” Kjærbye, którego zastąpił Emil „Magisk” Reif.
Organizacja została stworzona i przez lata była obsługiwana przez RFRSH Entertainment Aps, w listopadzie 2018 roku została podzielona o RFRESH Teams ApS. W tym samym czasie organizacja przejęła sekcję League of Legends – Origen. W 2019 roku RFRESH Teams Aps odłączyło się od pozostałej części organizacji i przekształciło się w Astralis Group Management ApS, a następnie w Astralis Group A/S. 
We wrześniu 2020 scalono organizację Origen z marką Astralis, a w listopadzie zmieniono również cały skład na nowy, oparty na środkowym – Erlendzie „Nukeducku” Holmie. W latach 2021-2023 drużyna ani razu nie awansowała do fazy pucharowej. Od 2022 r. regularnie pojawiały się pogłoski o szukaniu przez organizację kupca na miejsce w League of Legends European Championship (LEC). Wśród chętnych były wymieniane m.in. francuskie Karmine Corp, ukraińskie Natus Vincere oraz saudyjskie Team Falcon. Mimo zaawansowanych rozmów między organizacjami, udział drużyny z Arabii Saudyjskiej został zablokowany przez Riot Games. 18 października 2023 r. pojawiło się oficjalne ogłoszenie ze strony organizatorów LEC, w którym poinformowali o zakupie miejsca w lidze przez Karmine Corp. Francuska organizacja zapłaciła 129 milionów koron duńskich (w przybliżeniu 17,3 milionów euro).
Organizacja dotychczas zarobiła ok. 8,9 miliona dolarów. Obecnie duńska formacja plasuje się na pierwszym miejscu w rankingu najlepszych drużyn CS:GO, tworzonego przez serwis HLTV.

### FIFA

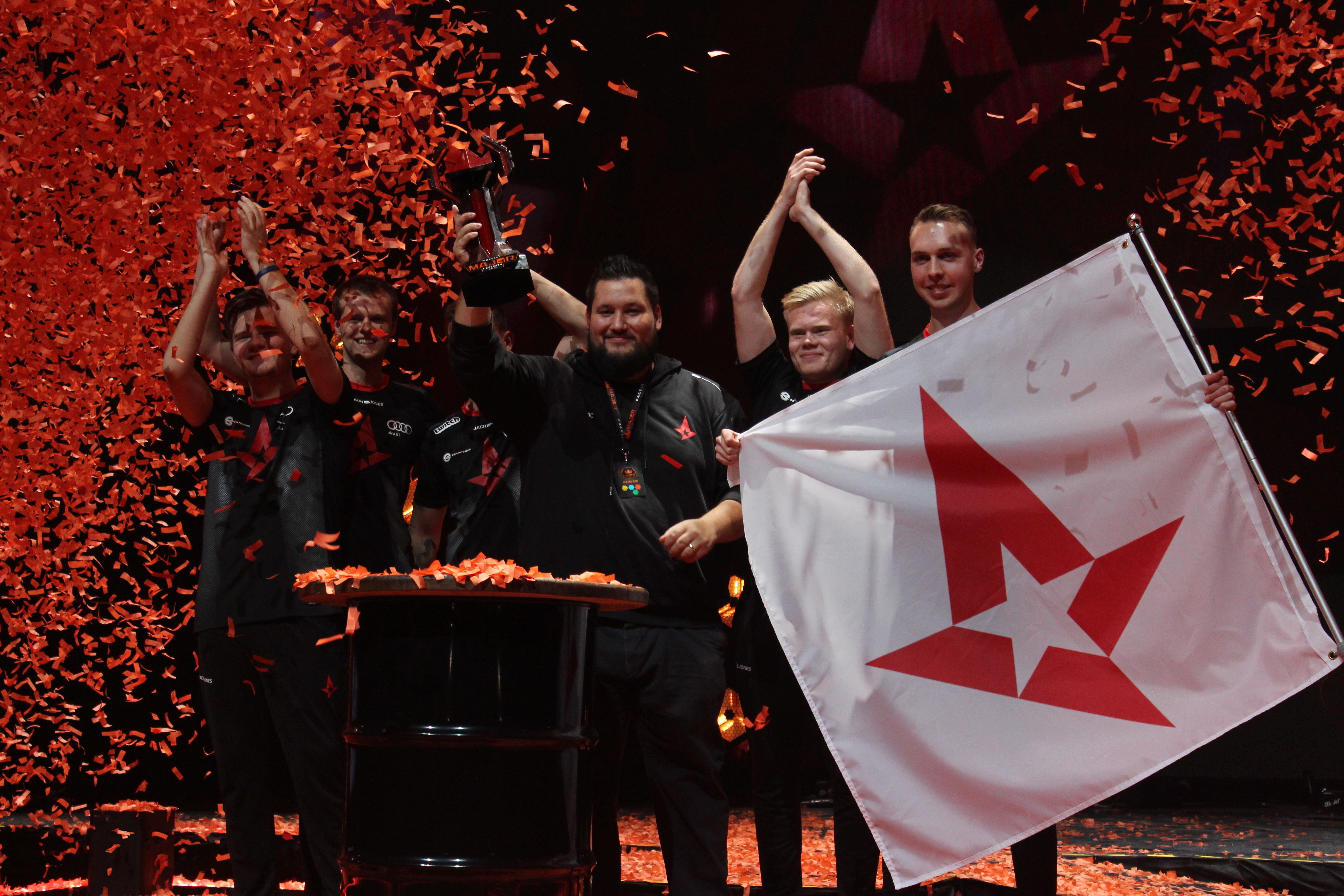
Astralis podczas triumfu na FACEIT Major London 2018

## Gracze

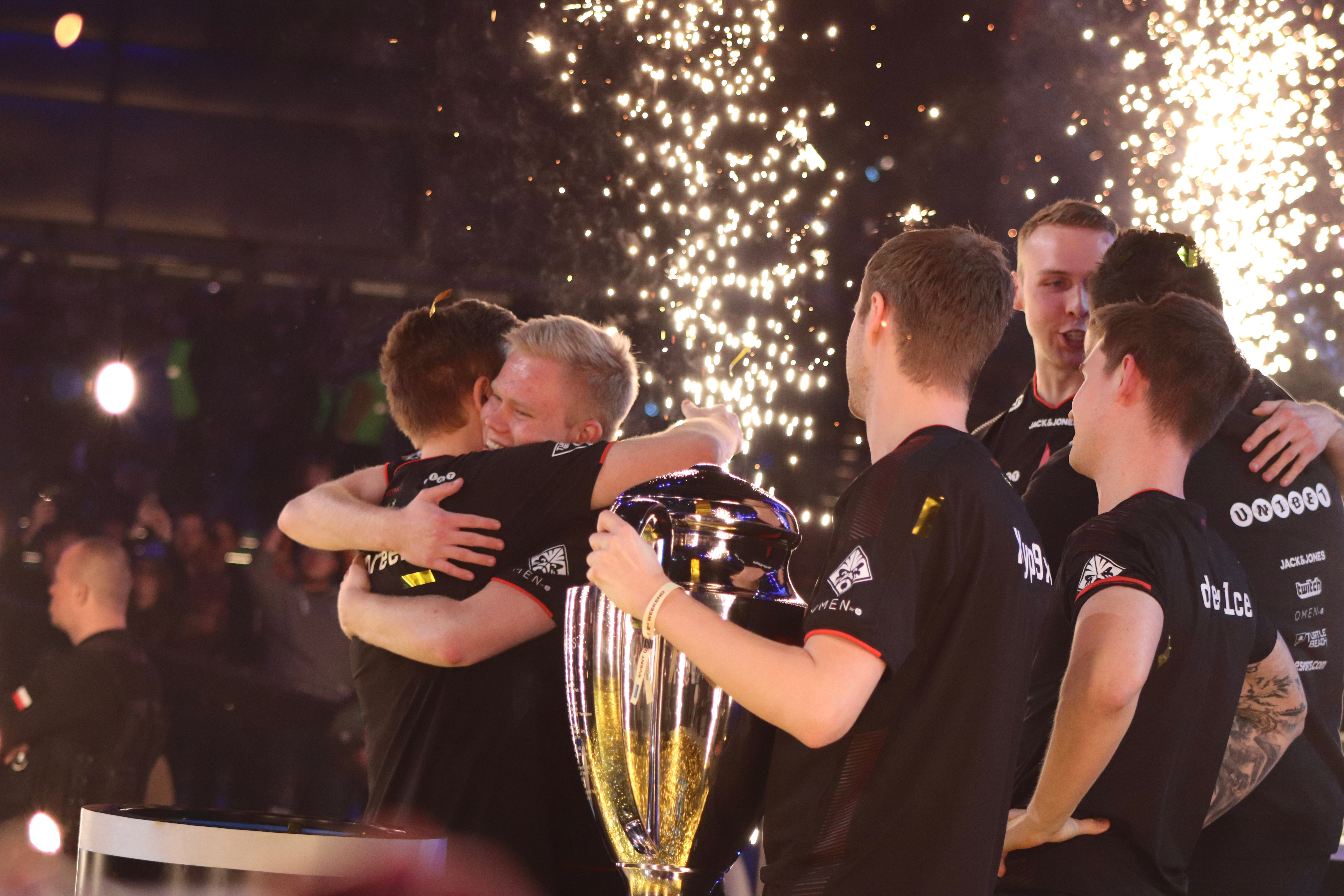
Astralis wygrywa IEM Katowice Major 2019

### Counter-Strike: Global Offensive[23]

#### Członkowie
| Kraj  | Nick    | Imię i nazwisko  | Rola       | Data dołączenia      |
| ----- | ------- | ---------------- | ---------- | -------------------- |
| Dania | dupreeh | Peter Rothmann   | rifler     | 18 stycznia 2016     |
| Dania | Xyp9x   | Andreas Højsleth | rifler     | 18 stycznia 2016     |
| Dania | gla1ve  | Lukas Rossander  | prowadzący | 24 października 2016 |
| Dania | Magisk  | Emil Reif        | rifler     | 7 lutego 2018        |
| Dania | zonic   | Danny Sørensen   | trener     | 18 stycznia 2016     |

#### Byli członkowie[24]
| Kraj  | Nick     | Imię i nazwisko | Data dołączenia  | Data opuszczenia     | Rola            |
| ----- | -------- | --------------- | ---------------- | -------------------- | --------------- |
| Dania | es3tag   | Patrick Hansen  | 1 lipca 2020     | 25 października 2020 | rifler          |
| Dania | JUGi     | Jakob Hansen    | 11 maja 2020     | 31 lipca 2020        | snajper         |
| Dania | Snappi   | Marco Pfeiffer  | 28 maja 2020     | 22 czerwca 2020      | rifler          |
| Dania | Kjaerbye | Markus Kjærbye  | 19 maja 2016     | 2 lutego 2018        | rifler          |
| Dania | cajunb   | Rene Borg       | 19 stycznia 2016 | 19 maja 2016         | rifler          |
| Dania | karrigan | Finn Andersen   | 19 stycznia 2016 | 19 października 2016 | prowadzący      |
| Dania | dev1ce   | Nicolai Reedtz  | 18 stycznia 2016 | 23 kwietnia 2021     | snajper/kapitan |

### FIFA[25]
| Kraj     | Nick    | Imię i Nazwisko                 | Data dołączenia     |
| -------- | ------- | ------------------------------- | ------------------- |
| Izrael   | Feldman | Roee Feldman                    | 1 października 2020 |
| Brazylia | Teca    | Stephanie Luana da Silva Santos | 15 września 2020    |
| Dania    | Üstün   | Fatih Üstün                     | 15 września 2020    |
| Dania    | Agge    | August Rosenmeier               | 15 września 2020    |

## Osiągnięcia[26]
- 3/4. miejsce – DreamHack Open Leipzig 2016
- 3. miejsce – Global eSports Cup Season 1
- 3/4. miejsce – Intel Extreme Masters X World Championship
- 2. miejsce – Counter Pit League Season 2 Finals
- 3/4. miejsce – MLG Major Championship Columbus 2016
- 3/4. miejsce – DreamHack Open Summer 2016
- 2. miejsce – ELEAGUE Season 2
- 1. miejsce – Esports Championship Series Season 2 Finals
- 1. miejsce – ELEAGUE Major Atlanta 2017
- 3/4. miejsce – DreamHack Masters Las Vegas 2017
- 1. miejsce – Intel Extreme Masters XI World Championship
- 2. miejsce – StarLadder i-League StarSeries Season 3
- 3/4. miejsce – Intel Extreme Masters XII Sydney
- 3/4. miejsce – PGL Major Kraków 2017
- 2. miejsce – ELEAGUE Premier 2017
- 4. miejsce – EPICENTER 2017
- 2. miejsce – BLAST Pro Series Copenhagen 2017
- 3/4. miejsce – Esports Championship Series Season 4 Finals
- 3/4. miejsce – Intel Extreme Masters XII World Championship
- 1. miejsce – DreamHack Masters Marseille 2018
- 2. miejsce – Intel Extreme Masters XIII Sydney
- 1. miejsce – ESL Pro League Season 7 Finals
- 1. miejsce – Esports Championship Series Season 5 Finals
- 3/4. miejsce – ESL One Cologne 2018
- 1. miejsce – ELEAGUE Premier 2018
- 2. miejsce – DreamHack Masters Stockholm 2018
- 1. miejsce – FACEIT Major London 2018
- 1. miejsce – BLAST Pro Series Istanbul 2018
- 1. miejsce – Intel Extreme Masters XIII Chicago
- 1. miejsce – Esports Championship Series Season 6 Finals
- 1. miejsce – Intel Grand Slam Season 1
- 2. miejsce – iBUYPOWER Masters IV
- 1. miejsce – Intel Extreme Masters XIII Katowice Major 2019
- 1. miejsce – BLAST Pro Series São Paulo 2019
- 2. miejsce – BLAST Pro Series Madrid 2019
- 3/4. miejsce – ESL One Cologne 2019
- 2. miejsce – Intel Grand Slam Season 2
- 1. miejsce – StarLadder Berlin Major 2019
- 2. miejsce – ESL One New York 2019
- 3/4. miejsce – DreamHack Masters Malmö 2019
- 1. miejsce – Intel Extreme Masters XIV Beijing
- 1. miejsce – Esports Championship Series Season 8 Finals
- 3/4. miejsce – ESL Pro League Season 10 Finals
- 1. miejsce – BLAST Pro Series Global Final 2019
- 3/4. miejsce – Intel Extreme Masters XIV World Championship
- 1. miejsce – ESL One Road to Rio Europe
- 1. miejsce – ESL Pro League Season 12 Europe

### League of Legends
- Origen
  - 2. miejsce LEC Spring 2019
  - 2. miejsce LEC Spring Playoffs 2019
  - 8. miejsce LEC Summer 2019
  - 3. miejsce LEC Spring 2020
  - 4 miejscce LEC Spring Playoffs 2020
  - 10. miejsce LEC Summer 2020
- Astralis
  - 2. miejsce LEC Spring Season 2023
  - 5. miejsce LEC Spring Groups 2023[27]
  - 6. miejsce LEC Winter Groups 2023[28]